# Kaoko-Gürtel
Der Kaoko-Gürtel (englisch Kaoko Belt)

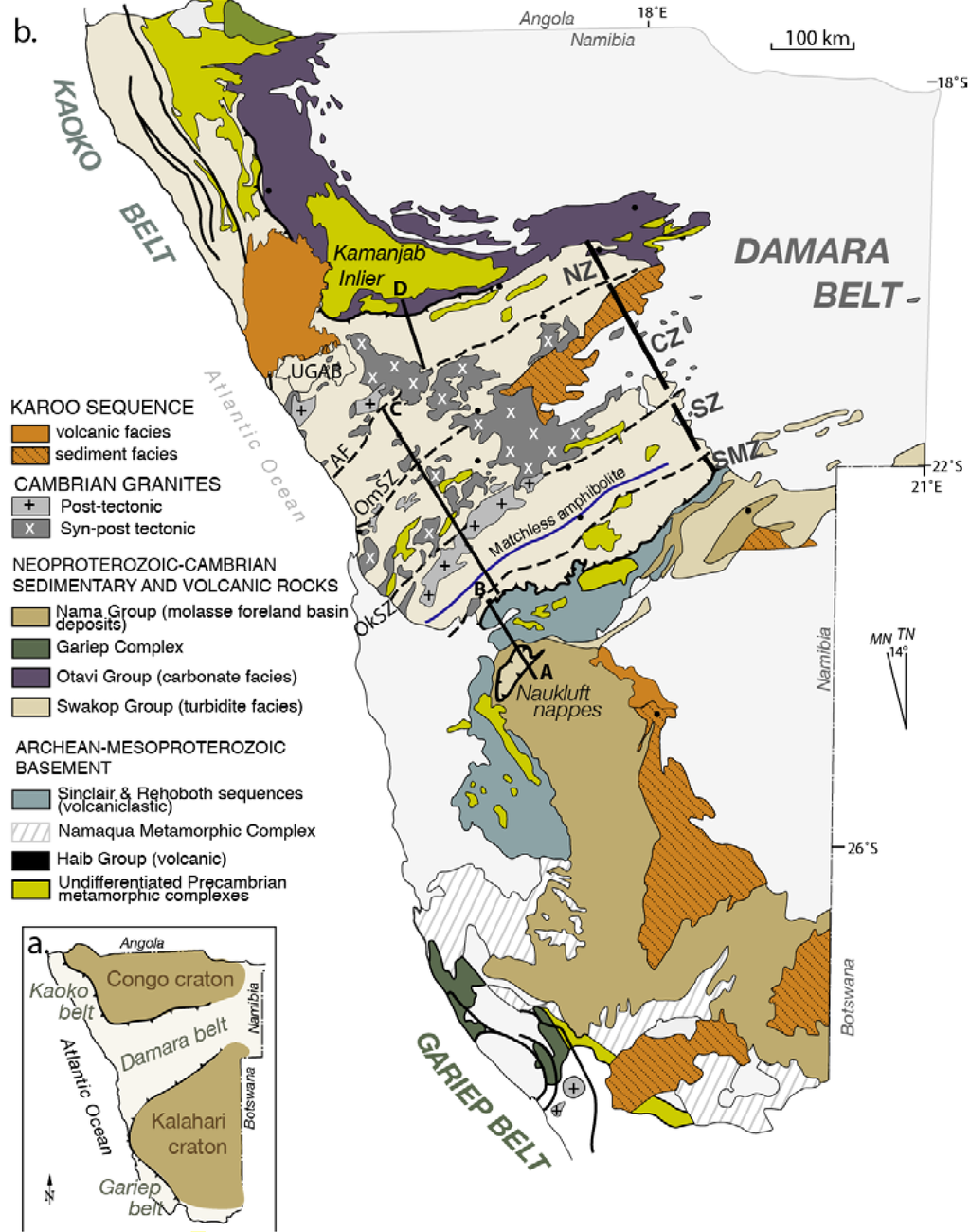
Gürtel in Namibia, darunter der Kaoko-Gürtel

bezeichnet in der regionalen Geologie Afrikas ein in Nord-Nordwest-Richtung streichenden (verlaufenden) Falten- und Überschiebungsgürtel, der sich von Nordwest-Namibia bis hin zu Südwest-Angola an der Westküste des Atlantischen Ozeans erstreckt. Seine Länge beträgt etwa 700 Kilometer bei einer Breite von etwa 180 Kilometer.
Der Kaoko-Gürtel wird dem Damara-Orogen zugerechnet und kann als nördliche Erweiterung des Damara-Gürtels angesehen werden. Beide gehören dem neoproterozoischen (1000 bis 541 mya) pan-afrikanischen Orogensystem an, das wesentlicher Bestandteil der Gondwana-Formierung war.
Benannt wurde dieser Gürtel in Anlehnung an das Kaokoland oder auch Kaokoveld, einer Region im Nordwesten von Namibia. Hier erstreckt sich die größte Ausdehnung.
Die Evolution des Kaoko-Gürtels erfolgte vor 780 bis 520 Millionen Jahren (im folgenden Text abgekürzt als mya). Magmatische und metamorphe Ereignisse im Kaoko-Gürtel traten auch im Ribeira-Gürtel und im Dom Feliciano-Gürtel im Osten Brasiliens auf. Dies lässt darauf schließen, dass diese Landmassen und damit das heutige Afrika und Südamerika vor dem Auseinanderbrechen des Großkontinents Gondwana verbunden waren. Die südamerikanischen Gürtel befinden sie sich auf der westlichen Flanke des Kratons Río de la Plata ungefähr zwischen Porto Alegre in Brasilien und Montevideo in Uruguay.
Post-orogene Intrusionen folgten von 138 bis 128 mya bedingt durch den Zerfall von Gondwana und damit auch Pangaea.

## Tektonische Entwicklung
Die tektonische Entwicklung des Kaoko-Gürtels steht im Zusammenhang mit dem beginnenden Zerfall des Superkontinents Rodinia ab etwa 870 mya.
Zwischen 780 und 740 mya brachen auf der heutigen afrikanischen Seite der damals noch intakte Kraton Kongo-São Francisco (abgekürzt Kongo-SF) und der Kalahari-Kraton sowie der südamerikanische Río-de-la-Plata-Kraton auseinander. Der anfänglich entstandene kontinentale Grabenbruch entwickelte sich zu einer Ozeanbodenspreizung mit Ausbildung eines Mittelozeanischen Rückens. Das entstandene Seebecken bildete sich zum Adamastor-Ozean aus, der auch als „Proto-Südatlanischer Ozean“ bezeichnet wird.
Um etwa 730 mya setzte die Eiszeit Schneeball Erde mit der Sturtischen Eiszeit ein. Hypothetisch trat vorher um 750 mya noch die Kaigas-Eiszeit auf. Nach dem Abschmelzen der mächtigen Eisdecken kam es durch die enormen Mengen an Schmelzwasser zu großräumigen Überschwemmungen, im Zuge deren Carbonate und glazigene Sedimente als Diamiktit- bzw. Tillitlagen (siehe auch: Kaltzeit) in tiefen kontinentalen Grabenbrüchen und Meeresarmen gebildet wurden. Eine weitere Eiszeit, die Marinoische Eiszeit, ab etwa 635 mya, hinterließ weitere Ablagerungen.
Ab 655 mya folgte die Konvergenzphase der kratonischen Kontinentalschollen, und der nördliche Teil des Adamastor-Ozeans begann sich infolge von Subduktion unter den Río-de-la-Plata-Kraton zu schließen. Zwischen 625 und 585 mya traten calk-alkaline Magmenserien (Siehe auch: engl.: Calc-alkaline magma series) in den südamerikanischen Araçuaí- und Ribeira-Gürteln auf, anschließend im Dom-Feliciano-Gürtel von 620 bis 580 mya. In dem Inselbogen-Coastal-Terran, dem westlichsten Teil des Kaoko-Gürtels, sind magmatische Ereignisse zwischen 656 und 625 mya nachweisbar. Calk-alkaline Magmenserien zeigen häufig Signaturen von juveniler Inselbogen-Kruste. Ab 630 mya entstand Ozeanbodenspreizung im südlichen Adamastor-Ozean.
Zwischen 595 und 560 mya kollidierte der Río-Negro-Inselbogen mit dem Ribeira-Gürtel, während das Coastal-Terran des Kaoko-Gürtels vor 580 mya mit dem Kraton Kongo-SF zusammenstieß (engl. akkretierten). Der nördliche Adamastor-Ozean war subduziert. Der Kaoko-Gürtel faltete sich auf, begleitet durch Intrusionen (Eindringen von Magmen) saurer Granitoide. Auch im zentralen und nördlichen Teil des benachbarten Damara-Gürtels traten mächtige Intrusionen auf. Zwischen 580 und 550 mya unterlag der Kaoko-Gürtel einer sinistralen transpressiven Deformation (linksgerichtete, schräge Kompression) und Metamorphose.
Zwischen 530 und 520 mya traten im Damara-Gürtel die größten Deformationen und ausgeprägter Magmatismus mit Hochtemperatur-/Niederdruck-Metamorphosen auf. Diese Vorgänge sind auch in breiten Verwerfungen sowie jüngeren thermischen und magmatischen Ereignissen im Kaoko-Gürtel zu erkennen. In der Cabo Frio domain des südamerikanischen Ribeira-Gürtels ereigneten sich von 530 bis 510 mya Hochdruck-/Hochtemperatur-Metamorphosen, die kollisionsbedingt interpretiert werden. Danach war die Orogenese des Kaoko-Gürtels weitgehend abgeschlossen, und er hatte sich konsolidiert. Dies blieb er mehrere Hundert Millionen Jahre lang.
Während der post-orogenen Intrusionsphase von 138 bis 128 mya durchdrangen mächtige Flutbasalte das sedimentäre Deckgebirge und bildeten das Etendeka-Plateau im südlichen Bereich des Kaoko-Gürtels. Dies steht im Zusammenhang mit der Öffnung des Südatlantiks als sich Afrika und Südamerika zu trennen begannen.
Diese Entwicklungen, vom Auseinanderbrechen bis zur Neukonfiguration von kontinentalen Landmassen einschließlich Entstehen und Schließen von Ozeanen, werden zusammengefasst als Wilson-Zyklus bezeichnet.

## Lage und Ausdehnung
Der Kaoko-Gürtel entwickelte sich an dem südwestlichen Randbereich des Kratons Kongo-SF.
Im Süden bildet die Ugab-Zone im unteren Ugab-Tal die südliche Begrenzung und stellt dort die Verbindung zum Damara-Gürtel her. Jedoch ist der südliche Bereich des Kaoko-Gürtels durch mächtige Basaltdecken des Etendeka-Plateaus bedeckt. Östlich vom Etendeka-Plateau schließt sich der Kamanjab Inlier an und bildet auch die östliche Begrenzung des Kaoko-Gürtels.
Im Norden begrenzt der Epupa-Metamorpic Complex, der vom Grenzfluss Kunene zwischen Namibia und Angola durchflossen wird, den Kaoko-Gürtel. Unterhalb dieses Complexes befindet sich die Kunene-Zone.
Die Westgrenze bildet der Atlantische Ozean. Nördlich von Moçâmedes in Angola endet der Gürtel auf dem heutigen Kontinent Afrika, d. h., dort befand sich ursprünglich die nordwestliche Fortsetzung zum Ribeira-Gürtel.

## Strukturen
Der Kaoko-Gürtel repräsentiert den nördlichen Küstenarm einer von einem Triple Junction (Tripelpunkt) ausgehenden Verzweigung zwischen den afrikanischen Kratonen Kongo-SF und Kalahari sowie dem südamerikanischen Kraton Río de la Plata. Er ist ein Orogen mit einer sinistralen (linksgerichteten) Transpression (Siehe auch: engl.: Transpression), d. h., einer Kombination von gerader und schräger Blattverschiebung (Siehe auch: engl.: strike-slip fault).
Der Kaoko-Gürtel wird in drei tektonisch-stratigraphische und metamorphe Hauptzonen unterteilt: die Östliche Kaoko-Zone, die Zentrale Kaoko-Zone und die Westliche Kaoko-Zone. Alle weisen unterschiedliche geologische und evolutionäre Eigenschaften auf.
Zwei große geologische Trennflächen, die manchmal auch als eigenständige Zonen definiert werden, trennen die drei Zonen des Kaoko-Gürtels. Es sind die Purros Mylonite-Zone und der Sesfontein Thrust, eine Überschiebungs-Störung. Die Village Mylonite-Zone, oder auch Three Palms Mylonite-Zone genannt, ist ein Lineament (linienhafte Struktur) zwischen unterschiedlichen geologischen Formationen in der Westlichen Kaoko-Zone.
Östlich vom Sesfontein Thrust liegt die Östliche Kaoko-Zone und westlich davon die Zentrale und Westliche Kaoko-Zone. Dieser Thrust verläuft ebenfalls fast parallel zu den drei Zonen und bildet eine flach nach Westen einfallende, geneigte Struktur, entlang welcher der westliche Teil des Kaoko-Gürtels auf den östlichen aufgeschoben wurde.
- Die Östliche Kaoko-Zone stellt ein Vorland des Gürtels dar und ist gebildet aus aufrechten Falten niedergradig überprägten, autochthonen, in gleichen Bereich entstandenen Plattformcarbonaten. Der westliche Bereich dieser Zone wird durch den sich schwach westwärts neigenden Sesfontein Thrust gebildet, der infolge von Ost-/West-Kompression einer spröden Verformung unterlag. Im Norden befindet sich ein Großteil des Epupa-Metamorpic Complexes, während der Süden vom Kamanjab Inlier eingenommen wird.

Die Kunene-Zone Zone in der namibischen Region Kunene liegt im Norden der Östlichen Kaoko-Zone. Dort schließt südlich an Epupa-Metamorpic Complex an. Diese Zone weist eine Kompression in Nord-Süd-Richtung ohne transpressiven Einfluss auf.
- Die Zentrale Kaoko-Zone wurde entlang des Sesfontein Thrust auf die Östliche Kaoko-Zone aufgeschoben. Die nördlichen und mittleren Bereiche sind dominiert von Ausläufern des Epupa-Metamorpic Complexes, während der südliche Abschnitt durch das Etendeka-Plateau überdeckt wird, das sich bis zur Ugab-Zone erstreckt. Während der sinistralen Transpression unterlagen sie einer intensiven Strukturveränderung, die große ostwärts gerichtete Überschiebungsdecken erzeugte.

Die westliche Grenze bildet die Purros Mylonite-Zone, die den gesamten Kaoko-Gürtel parallel zu den drei Zonen durchzieht. Die Gesteine dieser Zone unterlagen einer Mylonitisierung (Plastische Verformung) infolge einer Dislokations-Metamorphose, einer seitlichen, scherenden Bewegung von Krustenblöcken. Dabei werden die Gesteine in Scherrichtung plastisch verformt und zeigen eine entsprechende Ausrichtung der Minerale (siehe auch: Textur).
- Die Westliche Kaoko-Zone ist begrenzt im Westen durch den Atlantischen Ozean und im Osten durch die Purros Mylonite-Zone. Im Süden wird sie von einem Ausläufer des Etendeka-Plateaus überdeckt und geht in die Ugab-Zone über. Die Westliche Kaoko-Zone kann als orogener Block angesehen werden, der aus unterschiedlichen Terranen, dem Coastal Terran, dem Khumib Terran und dem Hoarusib Terran, der sedimentären Damara-Sequenz zusammengesetzt ist. Diese Terrane unterlagen Blattverschiebungen und sind durch laterale Störungen getrennt.

Die Village Mylonite-Zone durchzieht die Westliche Kaoko-Zone ebenfalls wie die lateralen Störungen quasi-parallel zur Haupt-Streichung. Dieses Lineament markiert die Grenze zwischen den pan-afrikanischen granitischen Intrusionen zwischen 650 und 550 mya im Westen sowie dem paläoproterozoischen bis mesozoischen Grundgebirge aus Orthogneisen um 1.507 mya im Osten.
- Die Ugab-Zone bildet die südliche Begrenzung des Kaoko-Gürtels. Die Gesteine unterlagen einer intensiven Verformung mit sehr enger Faltenbildung.

## Chronostratigraphische Entwicklung, Gesteine
Der Kaoko-Gürtel enthält verschieden alte und heterogen zusammengesetzte Krustenprovinzen. Sie lassen sich chronostratigraphisch wie folgt differenzieren:

### Kratonisches Stockwerk
Das unterste Stockwerk des Kaoko-Gürtels bildet der überwiegend archaische Kraton Kongo-SF. Mit ihm stehen der Kamanjab Inlier und der Epupa-Metamorpic Complex in Verbindung.
Der Kamanjab Inlier ist ein Ausbiss des Kongo-Kratons mit dem ein Teil des untersten Stockwerks des Kaoko-Gürtels zu Tage tritt. Der Inlier erstreckt sich im Südosten des Kaoko-Gürtels und ist vermutlich entstanden an einem aktiven Kontinentalrand während der Entwicklung des Superkontinents Columbia mit Grabenbruchbildungen während der Eburnischen Orogenese zwischen etwa 1.800 bis 1.600 mya und der Kibarischen Orogenese um 1.600 mya.
Die ältesten Ausgangsgesteine datieren auf mehr als 2.100 my aus einer verarmten Erdmantelquelle, deren ursprüngliche Zusammensetzung infolge einer Magmatischen Differentiation bestimmte Komponenten entzogen wurden. Der Inlier besteht aus paläoproterozoischen metamorphen Sequenzen mit Ortho- und Paragneisen, die auf 1.880 bis 1.810 mya datieren. Während der Kibara-Orogenese (siehe auch: engl. Kibaran orogeny) fanden weitere magmatische Phasen zwischen etwa 1.500 und 1.300 mya statt. Sie werden mit tektono-metamorphen Ereignissen an aktiven Kontinentalrändern in Verbindung gebracht. Metamorphe Überprägung der Gesteine erzeugte Migmatisierung, wodurch sie partiell aufgeschmolzen wurden (Anatexis).
Der Epupa-Metamorpic Complex ist wie der Kamanjab Inlier ein Ausbiss des Kongo-Kratons und hatte mutmaßlich eine ähnliche Entwicklung wie der Inlier. Der Complex erstreckt sich in den nördlichen und zentralen Regionen des Kaoko-Gürtels. Er besteht größtenteils aus Ortho- und Paragneisen. Außerdem enthält er einen bedeutsamen Gabbro-Anorthosit Körper, der als Kunene Anorthosite Complex bezeichnet wird, sowie ein Granulit-Terran. Das älteste Ausgangsgestein datiert auf mehr als 2.100 mya und stammt vermutlich aus einer verarmten Erdmantelquelle. Die Protolith-Orthogneise sind zwischen 1.861 und 1.758 my alt. Die Gesteine unterlagen verschiedentlich großflächig einer Migmatisierung, wodurch sie partiell aufgeschmolzen wurden (Anatexis). Diese Ereignisse fanden um 1.760 mya statt, also schon im gleichen Zeitraum der Platzname der Gneise. Sie erhielten eine Überprägung während der Damara-Orogenese, die zu nieder- bis hochgradigen Scherungs- und Mylonit-Zonen führte.

### Grundgebirge
Das Grundgebirge des Kaoko-Gürtels unterhalb der Damara-Sequenz in der Zentralen und Westlichen Kaoko-Zone besteht aus mehreren Inselbogen-Terranen mit einem Mosaik aus archaischen (ca. 4.000 bis 2.500 mya) paläoproterozoischen (2.500 bis 1.600 mya) und mesozoischen (1.600 bis 1.000 mya) Metamorphiten- und Vulkaniten-Komplexen. Diese Gesteinsformationen bilden den südwestlichen Rand des Kratons Kongo-SF und wurden intensiv während der Damara-Orogenese wieder aufgearbeitet. Die ältesten Gesteine befinden sich in dem archaischen Andib-Terran. Sie bestehen aus granitischen und dioritischen Orthogneisen mit einem Alter zwischen 2.645 und 2.585 mya. Diese Gesteine sind enthalten in einer einzigen aufrecht gefalteten antiformalen, aber nicht voll ausgeprägten sattelförmigen Tektonische Decke innerhalb der südlichen Bereiche der Zentralen Kaoko-Zone.
Alle übrigen Grundgebirgsformationen in der Östlichen und Zentralen Zone des Kaoko-Gürtels bestehen überwiegend aus granitoiden Orthogneisen paläoproterozoischen Alters. Orthogneise mesozoischen Alters wurden in der Zentralen Zone nicht gefunden, ebenso wenig wie paläoproterozoische in der Westlichen Kaoko-Zone. Jedoch sind in dieser Zone Augengneise, Migmatite und Metasedimente (z. B. Kalksilikatgneise) enthalten. Sie werden fast ausschließlich als prä-pan-afrikanisches Grundgebirge eingestuft. Alle wurden während der Damara-Orogenese intensiv wieder aufgearbeitet und rekristallisiert.

### Sedimentäres Deckgebirge
Auf dem Grundgebirge des Kaoko-Gürtels lagern Deckgebirge unterschiedlicher Genese und Zusammensetzung. Sie sind sedimentären oder magmatischen Ursprungs.
Die Damara-Sequenz nimmt den größten Teil des Kaoko-Gürtels sowie des gesamten Damara-Orogens ein. Ihre Entwicklung steht im Zusammenhang mit dem Zerfall von Rodinia und von Grabenbruchbildungen zwischen den afrikanischen Kratonen Kongo-SF und Kalahari einerseits sowie des südamerikanischen Kraton Rio de la Plata andererseits. In die anfänglichen kontinentalen Grabenbrüche (engl. Rifts) im Bereich des heutigen zentralen Namibias lagerten sich unterschiedliche Sedimente kontinentaler Herkunft ab, wie Fluviatiles Sediment (Flussablagerungen) oder Sande aus diversen Erosionsquellen, aus denen sich später Konglomerate, Sandsteine oder Quarzite bilden konnten. Zusätzlich trat an den Grabenschultern lokal Vulkanismus auf. Auch Tillite aus der Sturtischen Eiszeit und Marinoischen Eiszeit lieferten große Sedimentmengen in Form von Diamiktitlagen. Mit weiterer Krustendehnung entwickelten sich Meeresarme, in denen sich kilometerdicke marine sedimentäre Schichten entwickelten. Auch am passiven Rand des Adamastor-Ozeans lagerten sich mächtige Schichten ab.
In dem Kaoko-Gürtel sedimentierten zuerst Carbonate in Schelfbereichen der Östlichen Kaoko-Zone, denen dann Ablagerungen an marinen Abhängen und Tiefseebecken in der Zentralen und Westlichen Kaoko-Zone folgten.
Die basale, unterste Damara-Sequenz ist gekennzeichnet durch Grabenbruch-verwandte Siliziklastika (klastische Sedimente und Sedimentgesteine) in der Nosib-Gruppe der Östlichen Kaoko-Zone. Enthalten sind Quarzite, Konglomerate und Arenite, die zwischen 770 und 600 mya abgelagert wurden.
Die Mulden-Gruppe überlagert die Nosib-Gruppe mit siliziklastischen Molassen, die auf 620 bis 600 mya datiert ist. Diese Ablagerungen sind nur östlich des Sesfontein Thrust, eine Überschiebung, in der Östlichen Kaoko-Zone enthalten.
Westlich von dieser Überschiebung herrschen neben anderen Sedimenten metamorphierte Turbidite, Grauwacken-Glimmerschiefer vor, während Meta-Carbonate, -Grauwacken-Schiefer, -Quarzite und -Arkosen kaum vorhanden sind. Glazigene Diamiktit-Schichten entstanden um etwa 750 mya während der hypothetischen Kaigas-Eiszeit sowie ab etwa 715 mya in der Sturtischen Eiszeit und der Marinoischen Eiszeit, ab etwa 635 mya. Diese werden der Hypothese Schneeball Erde zugeordnet.
Der westlichste Küstenbereich ist geprägt durch metamorphierte Grauwacken und Areniten. Mafische und carbonatische Gesteine kommen kaum vor.
Die Kunene-Zone im Norden der Östlichen Kaoko-Zone bildet einen Block aus niedergradig überprägter Damara-Sequenz, der in Nord-Süd-Richtung ohne Transpression gestaucht wurde.
Die Ugab-Zone besteht aus dünnen turbiditenen, marinen Trübeströme der Damara-Sequenz, die hochgradig deformiert wurden.

### Granitoide Intrusionen
In der Östlichen Kaoko-Zone sind keine paläoproterozoische und neoproterozoische Granitoide enthalten, während in westlichen Bereichen der Zentralen Kaoko-Zone geringfügige Vorkommen verschiedener geringmächtiger Ausprägungen (Gänge und Lagergänge) auftreten.
Die Westliche Kaoko-Zone ist dagegen mit größeren granitoiden Körpern durchdrungen. Sie entstanden in mehreren Zeiträumen von 656 bis 645 mya mit dioritischen Orthogneisen und von 580 bis 552 mya mit vorwiegend granitischen Orthogneisen, die vor oder während der transpressiven Phase des Kaoko-Gürtels Platz nahmen. Kleinere pegmatitische und granitische Gänge drangen während der Spätphase der transpressiven Deformierung axial flächig in die aufrechten Falten dieser Zone ein.
In der Ugab-Zone entstanden zwischen 573 und 570 mya Granite und um 530 mya ein Syenit-Pluton. Diese Intrusionen fallen in die erste Phase der Faltenbildung bzw. einer intensiven Deformation und einer Nord-/Süd-Kompression.

### Flutbasalte
Das Etendeka-Plateau durchschlug die sedimentären Gesteine des südlichen Bereichs vom Kaoko-Gürtel zwischen dem Huab-Fluss im Süden und dem Hoanib-Fluss im Norden. Die Ablagerung erfolgte von etwa 138 bis 128 mya, als Gondwana und damit auch Pangaea auseinanderbrachen. Der kontinentale Tristan Hotspot (Siehe auch: engl.: Tristan hotspot), ein Plume wurde aktiv, als die Öffnung des Südatlantiks von Süden her kommend die Breite von Namibia erreichte. Die austretenden Magmamassen in Form von Flutbasalten bildeten den Paraná-Etendeka Trap, eine Large Igneous Province (Magmatische Großprovinz), die heute in dem riesigen südamerikanischen Paraná-Becken sowie im kleineren Umfang im Nordwesten von Namibia vorhanden ist. Der Paraná-Etendeka Trap gehört zu den größten Magmatischen Großprovinzen.

## Strukturelle Entwicklung und Deformationen

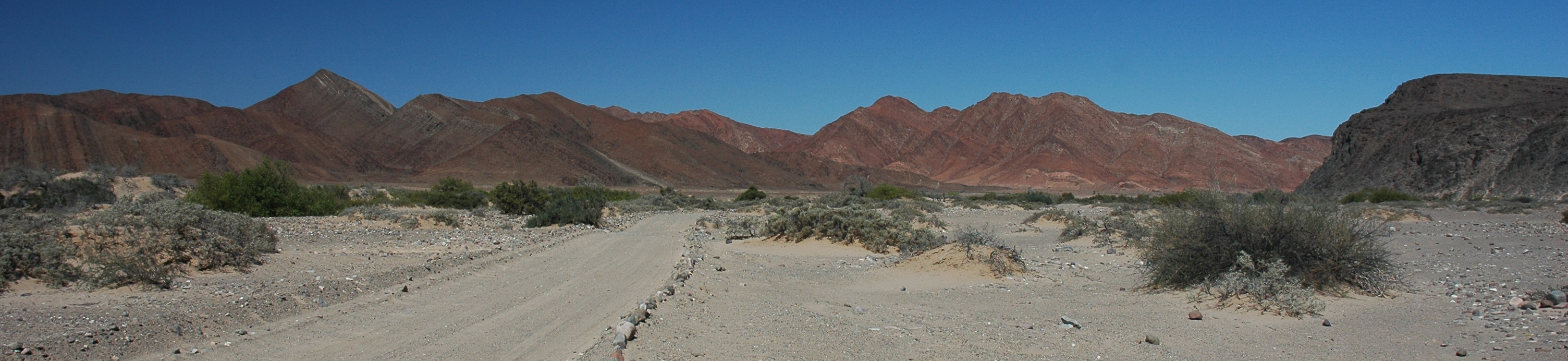
Steilgestellte Schichten in den Hügeln des „Kaokolandes“

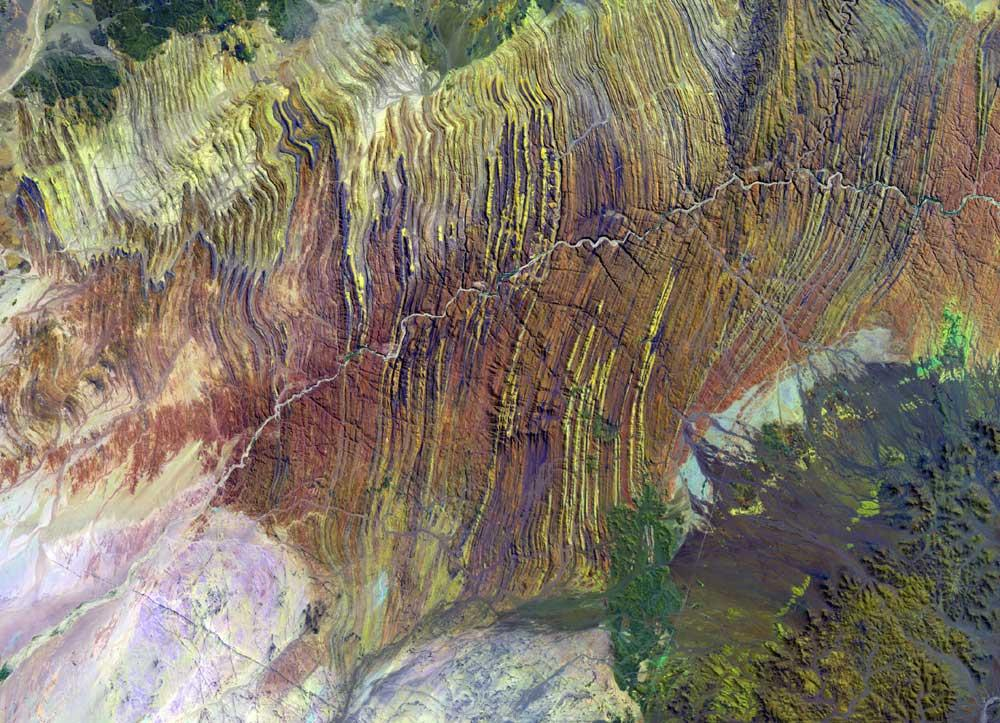
Falschfarben-Satellitenaufnahme eines Teils der Southern Kaoko Zone mit deutlich erkennbarer, sehr enger Hauptfaltung mit Nord-Süd streichenden Faltenachsen (siehe auch Zerrissene Turbidite System)

Die strukturelle Entwicklung des Kaoko-Gürtels gliedert sich in drei Hauptphasen. Damit verbunden sind die pan-afrikanischen Deformationsereignisse: die duktile Deformation D1, die duktile Hauptdeformation D2 und die duktile bis spröde Deformation D3.
In der ersten, der Thermischen Phase D1, entstanden in der Zentralen Kaoko-Zone Quarzit-Adern, während sich in der Westlichen Zone Paragneise, Granitoide und umfangreiche Partielle Schmelzen entwickelten. Diese magmatischen Ereignisse traten im Zeitraum von etwa 656 bis 550 mya auf und hatten bis auf Spuren in Granat-Pyroklasten keine erkennbaren Deformationen zur Folge.
In der Deformationsphase D2 herrschte ein transpressives Tektonikregime von etwa 580 bis 550 mya, das die Geometrie des gesamten Kaoko-Gürtels prägte. Die Verformungen begannen mit der so genannten Wrench-Stufe, einer Blattverschiebung (engl.: strike-slip fault) unter horizontal schräger Krafteinwirkung. Danach wurden die Deformationen in der Convergence-Stufe zunehmend progressiver und transpressiver mit sowohl zeitlicher und räumlicher Verschiebung der Verformungen in Richtung der äußeren Ränder.
Die Wrench-Stufe ist gekennzeichnet durch die Bildung von tief greifenden und intensiven Bank (Stratigraphie)-parallelen Gefügeausrichtungen mit linienhaften Ausrichtungen der Minerale (Linear (Geologie)) und einer Neigung von 10 bis 20 Grad in Richtung Nordwest. Damit einhergehend bildeten sich kleine isoclinalen (gleichgerichteten) Falten (S1-Falten), die möglicherweise in Verbindung mit der südostwärts gerichteten Überschiebung der Westlichen auf die Zentrale Kaoko-Zone steht.
Die Convergence-Stufe faltete die S1-Falten und die mit ihnen verbundenen Gefügeausrichtungen (siehe auch: Boudinage). Die derart entstandenen, Kilometer-großformatigen S2-Falten streichen entweder subvertikal oder steigen steil nach Nordost an und kommen in der Westlichen und in der Zentralen Kaoko-Zone vor.
In dieser Stufe entstand auch die Purros Mylonite-Zone als Grenze zwischen der Westlichen und der Zentralen Kaoko-Zone.
In der post-transpressiven D3 Deformationsphase, von etwa 530 bis 510 mya, trat eine Nord-/Süd-Kompression und -Stauchung der Strukturen ein. Der Kaoko-Gürtel wurde moderat wieder aufgearbeitet. Es entstand die Village Mylonite-Zone in der Westlichen Kaoko-Zone. Sie zeigt eine sinistrale Blattverschiebungsstruktur mit geknickten Falten. Diese Scherzone bzw. Lineament trennt die granitischen Gesteine im Westen von den Gneisen im Osten der Westlichen Kaoko-Zone. Die subvertikalen S2-Falten wurden ebenfalls duktil bis spröde wieder aufgearbeitet.

## Metamorphosen
Vielfältige tektonisch-metamorphe Ereignisse überprägten den Kaoko-Gürtel. Der metamorphe Überprägungsgrad nimmt von West nach Ost ab, d. h., in der Westlichen Kaoko-Zone erreichte die Metamorphose die höchsten Grade.
Der Kaoko-Gürtel unterlag im Wesentlichen drei Phasen der Metamorphose. Diese entstanden während der drei Deformationsphasen.
Die M1 Metamorphose, die während der Thermal Phase D1 entstand, ist ein granulitfazielles Ereignis und stellt den ältesten metamorphen Zyklus in dem Kaoko-Gürtel dar. Mit 656 mya eines monzogranitschen Orthogneises (siehe auch engl. Monzogranite), einem Granit mit hohem Biotit- und Amphibol-Anteil, liegt der früheste Nachweis vor. Eine Probe aus Granathaltigem Gneis datiert auf 645 mya. Beide Nachweise stammen aus einem kleinen Gebiet in dem westlichsten Küstenterran (Coastal Terran) an der Atlantikküste. Andere Fundorte sind bisher nicht bekannt. Daraus wird gemutmaßt, dass diese M1 Metamorphose unter Hochtemperatur-/Niedrigdruck-Bedingungen ausschließlich im Küstenbereich und durch magmatische Ereignisse hervorgerufen wurde. Andere Konzepte werden auch diskutiert.
In dieser Phase erhielten die Gesteine der Westlichen Kaoko-Zone eine metamorphe Überprägung von Amphibolit-Fazies bis Granulit-Fazies. Es ist der höchste Metamorphose-Grad in dem Kaoko-Gürtel.
Die M2-Metamorphose fand zwischen 580 und 550 mya während der transpressiven Deformationsphase D2 des Kaoko-Gürtels statt. Die M2-Metamorphose hat einen Barrow-typen Charakter, welcher durch eine Abfolge von mehreren Mineralzonen gekennzeichnet ist. Sie ist der am häufigsten vorkommende Metamorphose-Typ. Von dieser Metamorphosephase sind die Zentrale und die Östliche Kaoko-Zone betroffen.
Die Gesteine der Zentralen Zone sind gekennzeichnet durch einen Übergang von einer unteren Grünschiefer-Fazies im Osten bis hin zu oberen Amphibolit-Fazies im Westen, was einen entsprechenden Anstieg von Druck und Temperatur widerspiegelt.
Die mylonisierten Gesteine der Purros Mylonite-Zone weisen obere Amphibolit-Fazies bis hin zu Ultramyloniten-Fazies auf.
Die Östliche Kaoko-Zone mit den Plattformcarbonaten wurde mit Sub-Grünschiefer-Fazies niedergradig überprägt.
Die M3 Metamorphose erfolgte von 530 bis 510 mya infolge von Kompressionen während der Deformationsphase D3 der Ugab-Zone. Die in der Ugab-Zone enthaltenen turbidite Damara-Sequenzen wurden grünschiefrig überprägt.